# Завоня (гміна)
Гміна Завоня (пол. Gmina Zawonia) — сільська гміна у південно-західній Польщі. Належить до Тшебницького повіту Нижньосілезького воєводства.
Станом на 31 грудня 2011 у гміні проживало 5755 осіб.

## Площа
Згідно з даними за 2007 рік площа гміни становила 118.12 км², у тому числі:
- орні землі: 56.00%
- ліси: 37.00%

Таким чином, площа гміни становить 11.52% площі повіту.

## Населення
Станом на 31 грудня 2011:
| Опис     | Загалом | Загалом | Чоловіки | Чоловіки | Жінки | Жінки |
| -------- | ------- | ------- | -------- | -------- | ----- | ----- |
| одиниця  | осіб    | %       | осіб     | %        | осіб  | %     |
| все      | 5755    | 100     | 2905     | 50.48    | 2850  | 49.52 |
| міське   | 0       | 100     | 0        |          | 0     |       |
| сільське | 5755    | 100     | 2905     | 50.48    | 2850  | 49.52 |

## Сусідні гміни
Гміна Завоня межує з такими гмінами: Длуґоленка, Доброшице, Крошніце, Мілич, Тшебниця.